# Cachambi
Cachambi é um bairro de classe média da Zona Norte do município do Rio de Janeiro. Faz limite com os seguintes bairros:  Méier,  Todos os Santos, Del Castilho, Engenho de Dentro, Engenho Novo, Inhaúma, Jacaré, Jacarezinho e Maria da Graça,

## História
A origem do bairro Cachambi é oriunda do Arraial do Cachambi, o qual foi explorado, durante vinte anos, por Lucídio José Cândido Pereira do Lago, que dá nome a uma rua do Méier, uma linha de carros de ferro. Após a criação da linha auxiliar, a Estrada de Ferro Rio D’Ouro, incrementou-se a ocupação em outro sentido e de forma mais regular, dando origem aos atuais bairros do Cachambi, Maria da Graça e de Del Castilho.

## Infraestrutura
Apesar de ser próximo ao Ramal de Belford Roxo, não há estações de trem no bairro, sendo as mais próximas a do Méier e a de Del Castilho. Existiu uma estação, a de Monhangaba, nas imediações da Rua Gandavo, no Engenho de Dentro, mas a mesma encontra-se desativada.
O bairro possuí diversas linhas de ônibus que passam pela Avenida Dom Hélder Câmara porém no interior do bairro o transporte é escasso. A estação de metrô mais próxima é a de Maria da Graça. 
É no Cachambi que se localiza o Norte Shopping, na Avenida Dom Hélder Câmara. Nele se encontra o supermercado Carrefour. O bairro também conta com o hipermercado Big, Sam's Club e Leroy Merlin.
Além do Norte Shopping, o bairro possui comércio, principalmente na Rua Cachambi. Destacam-se ainda as ruas Vasco da Gama, Cirne Maia, Miguel Cervantes, Capitão Jesus, Garcia Redondo, Ferreira de Andrade, Getúlio, Honório, Capitão Rezende e Coração de Maria.
Uma parte da Rua Honório, possui certa importância pela grande quantidade de lojas de móveis. Por isso, essa via é conhecida como "a rua dos móveis".
Possui, também, cinco grandes complexos residenciais: Norte Village, Norte Privilege, Nobre Norte Clube Residencial, Dom Condominium Club e Refinatto Condomínio Club.
Fica próximo ao Estádio Nilton Santos, que se localiza no bairro vizinho, Engenho de Dentro.
É um dos bairros que mais cresce na cidade do Rio de Janeiro sendo um dos que mais recebem lançamentos imobiliários. Apesar de ser um bairro de população majoritariamente pertencente à classe média, possui uma condição social heterogênea. Próximo ao Méier e Todos os Santos, em algumas ruas centrais do bairro existe uma população de poder aquisitivo ligeiramente maior e, nas proximidades dos bairros de Jacaré, Del Castilho e Engenho de Dentro, há habitantes de poder aquisitivo ligeiramente menor. Porém, também nessas áreas são encontrados novos empreendimentos imobiliários, como nas proximidades de Del Castilho, o que retira qualquer parte local do rótulo de estagnação, inclusive com empreendimentos de padrão superior como o Refinatto e Maggiore.

## Educação

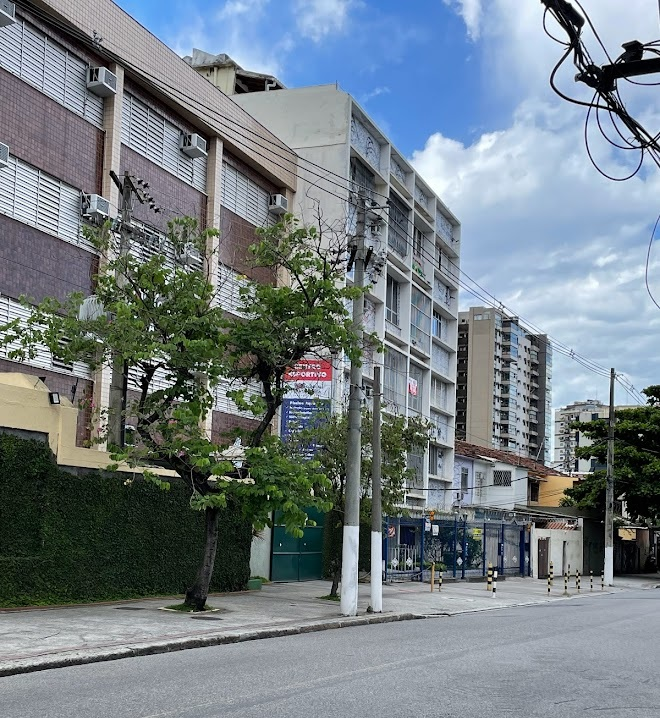
Rua Ferreira de Andrade que liga o bairro à Maria da Graça

Atualmente, o Cachambi é considerado um dos bairros que possui um grande número de creches, escolas e educandários. Na Rua Ferreira de Andrade encontramos o  Colégio Santa Mônica que é o maior centro educacional do bairro. Existe ainda dentre outros o Colégio Celio Rodrigues, também na Rua Ferreira de Andrade, Elite e CEL no Norte Shopping. Nas escolas públicas ainda podemos contar com o Professor Visitação e o Jean Mermoz. 

## Lazer
Basicamente o lazer, como é entendido nos dias de hoje, é concentrado no Norte Shopping. Mas o Cachambi oferece muitos restaurantes, churrascarias, pizzarias, bares e outras opções com música ao vivo ou não.
Destacamos o Cachambeer - famoso pelas filas que forma por pessoas que vem da zona sul para comer a tradicionalíssima costela no bafo - o Toque China, o China in Box, o restaurante Evandro's (frutos do mar), a pizzaria Del Forno, a hamburgueria Referee's Burguer, o Bar do França e o recém inaugurado Outbeco Lounge Cachambi, localizado na Praça Avaí, o único da franquia a ter espaço Lounge para Aniversários e eventos.
Conta ainda com uma Escola de Samba G.R.E.S UNIDOS DO CABRAL , fazendo referência a rua do bairro de nome Alvares Cabral, fundada em 1961 originalmente como um grupo de futebol, passou a ser um bloco de sujos. Em 1997 passou a ser uma escola de samba, desfilando no ano seguinte como tal, sua quadra fica no numero 140.
O Cachambi abrigou durante muito tempo o Cine Cachambi. Hoje é um hortifruti, mas existe um projeto tramitando para que seja revitalizado, preservado, tombado pelo patrimônio e no seu lugar seja construído um Centro Cultural.
Sem contar com alguns restaurantes presentes, o lazer se restringe ao Norte Shopping. O complexo conta, para esse fim, com salas do UCI Kinoplex, o Teatro Miguel Falabella, o Top Kart Indoor e o Magic Games. Em relação a restaurantes e bares, o shopping conta com o Outback, o Na Pressão, Parmê, Bibi Sucos, Burger King, Cabana Burger, Galeria Gourmet, entre vários outros.
Na Rua Velinda Maurício da Fonseca, se encontra duas praças e duas quadras de futebol. Há também a Praça Avaí, entre as ruas Capitão Jesus, Garcia Redondo e Cirne Maia, com quadra polivalente e brinquedos para as crianças.

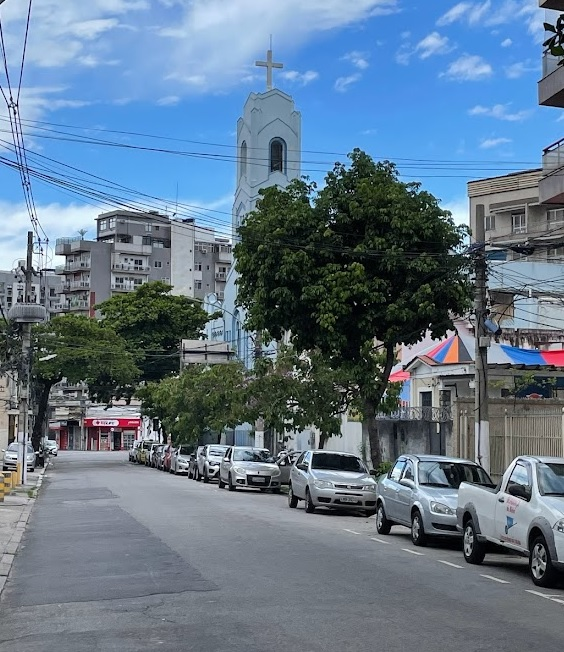
Rua Aristides Caire no trecho do Cachambi

## Desenvolvimento
Possui um índice de desenvolvimento humano elevado, com 0,900, na posição de 28º melhor do município do Rio de Janeiro.
No índice de desenvolvimento social, encontra-se na posição de 32º, com 0,670
O eixo Méier-Todos os Santos-Cachambi encontra-se na quinta posição quanto à menor taxa de pobreza do estado do Rio de Janeiro, perdendo apenas para os eixos Barra da Tijuca, Copacabana-Leme, Humaitá-Laranjeiras e Gávea-Jardim Botânico-Leblon-Ipanema.

## Curiosidades
Em 1936, ocorreu a prisão de Luís Carlos Prestes e de Olga Benário. Apesar de o caso ter sido registrado na Rua Honório 279, no Cachambi, o local em que Prestes e Olga se esconderam, o número 270 da rua, refere-se ao bairro de Todos os Santos.
Por ser um bairro muito conhecido, o Cachambi acaba por muitas vezes encurtar a geografia de Todos os Santos. Sendo muito pequeno, Todos os Santos possui algumas ruas que se "esbarram nos limites" do Cachambi, como por exemplo, as ruas Honório e Getúlio.
O ex-capitão do exército Luís Carlos Prestes e sua mulher, procurados desde novembro de 1935, quando se deu o golpe contra o regime conhecido como a Intentona Comunista, foram presos depois de uma operação da polícia.
A princípio, existia a dúvida se Prestes encontrava-se no Brasil, até serem efetuadas as prisões do agente do Comintern, Harry Berger e do secretário do partido Comunista, Adalberto Fernandes.
Através dos documentos e cartas encontrados em poder de ambos, dissiparam-se todas as dúvidas de que o Prestes tivesse se ausentado do Brasil. O local onde se encontrava, porém, era ignorado.
Logo após, as autoridades policiais foram informadas de que chegara ao Brasil, em missão especial do Comintern para um entendimento com Prestes, o agente estadunidense Vitor Allan Baron.
Policiais efetuaram sua prisão, conduzindo-o para a Delegacia de Ordem Política e Social. Em todos os interrogatórios a que foi submetido, negou-se a indicar o paradeiro de Prestes. O capitão Miranda interrogou-o habilmente, ao levá-lo para jantar em um restaurante e conseguiu a informação da qual precisava. Luís Carlos Prestes encontrava-se na capital, vivendo na clandestinidade com a sua mulher Olga Benário, de nacionalidade alemã, no endereço Rua Honório, casa número 270.